# چوگاچا
چوگاچا (به لاتین: Chaugachha) یک منطقهٔ مسکونی در بنگلادش است که در ناحیه جسور واقع شده‌است. چوگاچا ۲۶۹٫۳۱ کیلومتر مربع مساحت و ۲۳۱٬۳۷۰ نفر جمعیت دارد.